# Singalezen

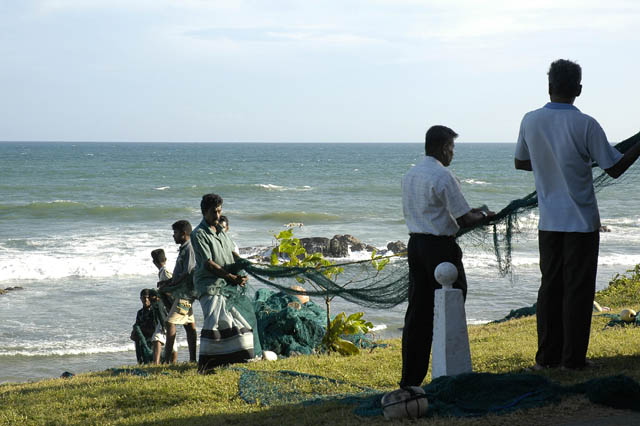

De Singalezen zijn de grootste etnische groep van Sri Lanka.
Vijftien miljoen van de twintig miljoen inwoners van Sri Lanka is Singalees. Van oudsher leven zij op het eiland samen met de Tamils, later kwamen islamitische kooplui, Portugezen, Nederlanders en Britten.
Rond de 5e eeuw v.Chr. migreerden Indo-Europeanen uit Noord-India naar Sri Lanka. Zij zijn de Singalezen van vandaag, met hun eigen taal, het Singalees. Al in de 3e eeuw v.Chr. waren zij volledig tot het boeddhisme overgegaan en hun gemeenschappelijke taal en geloof versterkten de onderlinge band. Singalese koningen speelden een belangrijke rol als beschermers van het boeddhisme. De Singalezen hadden daarnaast een grote invloed op de ontwikkeling van het boeddhisme in Zuidoost-Azië, dankzij hun missiewerk van Singalese leraren en kunstenaars. Hun godsdienst en bijzondere schrift dienden als richtsnoer in onderwijs, literatuur, boeddhistische kronieken en alledaagse aspiraties.